# Возвращение клипера «Кречет»
«Возвращение клипера „Кречет“» — повесть-сказка Владислава Крапивина. Входит в цикл «Летящие сказки». Впервые опубликована в 1984 году в журнале «Аврора» с иллюстрациями Е. Стерлиговой, а в 1987 году вошла в сборник «Шестая Бастионная».
В повести повседневная жизнь наполнена сказкой, граница между реальностью и детской романтикой размывается. Главный герой, четвероклассник Владик Арешкин, дружит с гномом-пенсионером Гошей, крохотным стеклянным барабанщиком Тилькой, мечтающим стать настоящим человеком, и с ворчливым волшебником ― стекольным мастером. После того, как из-за легкомыслия Владика гном погибает, ради спасения друга мальчик преодолевает свой страх и в конце концов побеждает смерть.
Повесть редко упоминается в критических статьях о творчестве писателя.

## Создание и публикации
Повесть-сказка родилась из рассказа о корабельном гноме-пенсионере. Автор придумал историю для сына своих знакомых из Севастополя за два года до написания повести. Эта история фигурирует в рассказе «Бастионы и форты» (цикл «Шестая Бастионная»). Повесть была впервые опубликована в 1984 году в журнале «Аврора», № 8—10 с иллюстрациями Е. Стерлиговой,  а в 1987 году вошла в сборник «Шестая Бастионная».

## Сюжет
Четвероклассник Владик Арешкин дружит с корабельным гномом-пенсионером Гошей и с крохотным, размером с мизинец, стеклянным человечком Тилькой, с которым знакомится у водостока в узком переулке. Гоша оказывается не у дел из-за преклонного возраста, а парусников, где корабельные гномы обитали, почти не осталось. Гном сочиняет стихи и просит мальчика помочь с рифмой. Гоша рассказывает ему про свои приключения и особенно про трехмачтовый клипер «Кречет», на котором он дважды плавал. Тилька – «барабанщик в оркестре стеклянных музыкантов, создающих музыку дождя, струй фонтана и весенней капели». Человечек помогает Владику сделать разбитые очки у доброго волшебника, стекольного мастера, своего отца. Когда Тилька разбивается от удара, пока Владик носит его в нагрудном кармане, человечка заново делает стекольный мастер. Однажды при сильном ветре мальчик неожиданно начинает летать с помощью зонта, ему удаётся предотвратить крушение яхты. Через некоторое время зонт отбирают и ломают ребята (среди них «драчливая» и «острая на язык» девочка по имени Ника), стрелявшие по летящему Владику из рогатки; они думают, что он шпион.
Находясь в гостях у Гоши, мальчик хочет полететь с балкона без зонта, гном спасает Владика от падения, но сам падает и умирает; от него остается желтый зубчатый лист. Владик переживает из-за смерти друга и мучается чувством вины, поскольку гном погиб из-за его легкомыслия. Зашедший проведать Гошу гном Рептилий Казимирович, доктор книговедческих наук, утверждает, что Гоша при определенных условиях может вернуться и советует мальчику обратиться к корабельным гномам из таинственной Синекаменной бухты, где находится их пароход-гостиница. Владик узнает от дяди Миши из местного яхт-клуба, что эта бухта — легенда или сказка, её нельзя увидеть ни с суши, ни с моря, а попасть туда якобы можно через старинный подземный ход из порохового погреба. Мальчику показывают погреб, и ему удаётся каким-то образом пролезть через узкий ход, пройти через коридор и, выломав решётку, оказаться в Синекаменной бухте. Там Владик встречает гнома Митю; гном говорит, что для возвращения Гоши нужно построить корабль с таким же названием, как и любимый парусник Гоши, на котором тот когда-то плавал.
Владику помогают Ника, которая верит в его сказку, и Тилька. Стеклянный человечек собирает маленький кораблик из настоящего дерева в волшебной бутылке, которая, если её разбить ровно в полдень (ребятам нужно успеть до осеннего равноденствия, после которого волшебство перестанет действовать), увеличит любой предмет до настоящего размера. Бутылку делает стекольный мастер, который ворчит, но соглашается помочь; необходимый для изготовления хрусталь Владику отдаёт дядя Миша, это его старый спортивный кубок; он же советует написать название клипера по-старинному, с твёрдым знаком на конце. В последний момент хулиганы на велосипедах отнимают бутылку с корабликом, но Ника разбивает её в воздухе выстрелом из рогатки. В попытке догнать клипер Владик взлетает и летит низко над землей, но едва не разбивается, задев натянутую в траве невидимую верёвку. Ника и Владик наблюдают, как корабль плывет по воздуху к морю, им кажется, что они видят на нем Гошу. Выясняется, что Тилька спрятался в бутылке и превратился в настоящего мальчишку лет семи. Владик произносит рифму, придуманную для гнома, — её можно рассказать только надежному человеку — и тем самым завершает недописанную другом поэму. Трое ребят слышат «шум рвущегося воздуха и голос ветра среди надутого полотна и натянутых тросов» и видят «вырастающие паруса», которые закрывают солнце — Гоша возвращается.
В качестве второстепенных персонажей в повести фигурируют «верёвочницы» — создавшие тайное общество женщины, которые развешивают верёвки с бельем на площадках для игр и поэтому конфликтуют с мальчишками.

## Анализ и оценки
Повесть редко упоминается в критических статьях о творчестве писателя.
Литературный критик И. Васюченко в обзоре журнальной прозы для юношества характеризовала её как «простодушную, поэтичную» сказку о детстве. По её оценке, расхождение между внутренним миром подростка и его обычной жизнью отражается на уровне сюжета: самыми близкими друзьями Владика являются гном Гоша, человечек Тилька и ворчливый мастер-волшебник, а не одноклассник Витька, «ябеда и предатель»; в этом мире герой живет по-настоящему, в то время как школа, прогулы или ангина остаются на втором плане. Согласно критику, повесть вскользь затрагивает проблему ответственности в отношениях между старшими и младшими: мама Владика не замечает его трагедии после смерти Гоши и переживает за здоровье сына, укладывая его в постель. Мама думает, что проблемы от недостатка мужского воспитания, поскольку отцу «всегда некогда». Как полагала кандидат филологических наук Н. Богатырёва, характер Владика изменяется по ходу сюжета: пройдя через испытания, герой взрослеет, превозмогает собственные «трусость и безалаберность» и более не является «безответственным и легкомысленным» мальчишкой. Ради спасения друга он преодолевает свой страх и в итоге побеждает саму смерть.
Литературовед М. Липовецкий отмечал, что в повести «повседневность пронизана красками сказки», граница между романтикой «мечты-игры» и реальностью размывается. Литературовед раскритиковал развитие сюжета, подчиняющееся лишь воле автора: различные внезапные события накладываются друг на друга, «бушуют страсти», «катастрофа сменяется катастрофой»; поочередно разбиваются Тилька и Гоша. Введение в повествование «верёвочниц» ничем не обосновано, они не имеют никакого отношения к сюжету.
Как отмечала Богатырёва, в образе «лихого и бесстрашного» Тильки представлен известный в фольклоре и литературе сказочный сюжет о том, как волшебное существо превращается в человека.  Согласно Н. Богатырёвой, образ Тильки осовременен и больше всего напоминает озорных проказников Пиноккио, Буратино и коротышек Н. Носова, хотя имеет связь с такими героями, как Мальчик-с-пальчик и Мужичок с ноготок, а также Стеклянный Человечек («Холодное сердце» В. Гауфа), который в свою очередь родственен фольклорным гномам. Тем не менее этот образ, согласно исследователю, имеет самобытные черты. По мнению Богатырёвой, метаморфоза Тильки в большей степени связана с чудом, в отличие от метафорических превращений Буратино и Электроника, которые преуспевают в борьбе за право быть человеком; в то же время в повести Крапивина такой финал вытекает из логики сюжета и изменений в характере персонажа. Превращение Тильки в человека развивает мотивы из повести «Баркентина с именем звезды» (говорящий лягушонок Чип). Как писала Богатырёва, Тилька – «яркая индивидуальность», «независимый, решительный, добрый и отзывчивый», «наивный и гордый», он предан друзьям и задирается как первоклассник. Тилька считает себя живым и возмущается, когда другие видят в нем игрушку или сосульку. Стеклянный человечек помогает незнакомому Владику починить очки, а впоследствии — вернуть Гошу к жизни. Тилька преодолевает боязнь высоты и летает вместе с мальчиком; ему нужны «свобода и дождики», он мечтает о школе. Согласно трактовке Богатырёвой, стекло указывает на «хрупкость, ранимость» Тильки и детства как такового. По мнению И. Васюченко, беспечный и своенравный Тилька прилагает много усилий, демонстрирует изобретательность, чтобы стать настоящим человеком, «найти свое место в этом мире».
Образ стекольного мастера открыто отсылает к папе Карло, с которым себя сравнивает сам персонаж. По мнению Н. Богатырёвой, непривлекательная внешность отдаляет мастера от обычного доброго волшебника из сказок; он любит поворчать и покричать, но сохраняет отзывчивость и доброту. Его сказочный образ обытовлён: он работает в стекольном отделе волшебного ведомства и становится жертвой бюрократии . «Обаятельный и трогательный» образ корабельного гнома Гоши (ему 316 или 314 лет), по мнению Н. Богатырёвой, совмещает известные в фольклоре и литературе мотивы и авторские новшества, к примеру, гном способен удлинять руки. В его описании, выполненном с помощью морской терминологии, сочетаются реализм и гиперболы (например, последствия гошиного чихания напоминают небольшой стихийный катаклизм). Туловище гнома сравнивается с куском мачты с приделанными «большущими ступнями»; его глаза «молодые, даже младенческие...чистые и добрые». Характеру Гоши свойственны вежливость, воспитанность и интеллигентность, в сочетании с молчаливостью, застенчивостью и привязанностью к друзьям. Гоша – поэт и романтик, который нечасто общается с другими гномами, а предпочитает дружить с ребёнком, ради которого он жертвует жизнью. По трактовке Богатырёвой, несмотря на скрытность и нелюдимость, образ жизни и поведение гнома принципиально не отличаются от жизни людей: закончив службу на шхуне, он выходит на пенсию; Гоша способен обижаться и возмущаться. Соединение сказочных качеств с человеческими делает гнома несколько юмористическим персонажем; Богатырёва считала образ самобытным, содержательным и достоверным, наделённым «тонким лиризмом».
По мнению исследователя, авторская версия происхождения подземных обитателей, их культура, история и разновидности (гномы подразделяется на мельничных, водопроводных, вагонных, корабельных и других), описаны с иронией; Крапивин, представляя фантастику реальной историей, использует приём Ю. Олеши («Три Толстяка»). Гномами занимается наука «гномоведение», у них есть бюрократические организации (Отдел корабельных гномов, контора «Гномдом»), собственное общежитие и т. д. Поскольку гном является частью окружающей среды, то умирая, он «растворяется в природе», «словно капелька воды превращается в туман», хотя в дальнейшем возможно его новое появление. Н. Богатырёва обратила внимание на колдуний-верёвочниц, представляющих в повести силы зла, с которыми борются дети. По её мнению, в образе сочетаются  реалистические и сказочные мотивы: мещане периода застоя («представительницы дворовой общественности») и традиционные фольклорные персонажи (Баба-яга и злые колдуньи). Верёвочницы, которые выглядят как обычные женщины (среди которых, например, внешне благопристойная и серьёзная Игнатия Львовна), придумывают невидимые верёвки и планируют завладеть всеми площадками для игр. По мнению Богатырёвой, образ верёвочниц связан со значимой для Крапивина «борьбой детей за право на детство» и близок к образу Хозяина из повести «Тополиная рубашка».
Литературный критик В. Лукьянин, считая «живое читательское впечатление» основой для критики крапивинского творчества, рассмотрел начало повести — описание, как Гоша просыпается от шума. Лукьянин сделал вывод о безупречности и прозрачности авторского языка, о точности в выборе «бесхитростных» слов для описания деталей. По мнению критика, крапивинский язык создает бессознательное впечатление «абсолютно достоверного», «внутренне согласованного» во всех элементах мира, в котором образ Гоши предстаёт полностью реальным. Критик отмечал, что удачная манера изложения позволяет автору добиться «атмосферы чудес», в которой сказка выглядит реальной, а сюжет — убедительным. Так, правдоподобным, по мнению критика, является эпизод, когда Владик начинает лететь на зонте во время сильного ветра; в то же время полёты мальчика совместимы в рамках сюжета с его сказочными друзьями. Лукьянин полагал, что сюжетное построение оказывается «на тончайшей грани между будничной реальностью и безоглядной фантастикой» и постепенно по воле автора всё больше напоминает детскую игру.
Стеклянный человечек Тилька появляется на перекличке барабанщиков в финале романа «Голубятня на жёлтой поляне» вместе с другими поборниками справедливости из книг писателя.

## Издания

### Публикация в журнале «Аврора»
- Крапивин В. Возвращение клипера «Кречет» // Аврора. — М. : Лениздат, 1984. — № 8. — С. 10—43. — Начало. Рис. Е. Стерлиговой. — 132 500 экз.
- Крапивин В. Возвращение клипера «Кречет» // Аврора. — М. : Лениздат, 1984. — № 9. — С. 29—54. — Продолжение. Рис. Е. Стерлиговой. — 132 500 экз.
- Крапивин В. Возвращение клипера «Кречет» // Аврора. — М. : Лениздат, 1984. — № 10. — С. 86—122. — Окончаение. Рис. Е. Стерлиговой. — 132 500 экз.

### Книжные издания
- Крапивин В. Возвращение клипера «Кречет» // Шестая Бастионная. — Свердловск : Средне-Уральское кн. изд-во, 1987. — С. 278—384. — Илл. Е. Стерлиговой. — 100 000 экз.
- Крапивин В. Возвращение клипера «Кречет» // Возвращение клипера «Кречет». — М. : Детская литература, 1990. — С. 143—242. — Илл. Е. Медведева. — 100 000 экз. — ISBN 5-08-001532-2.
- Крапивин В. П. Возвращение клипера «Кречет» // Летящие сказки. — Свердловск : Средне-Уральское кн. изд-во, 1991. — С. 405—506. — Илл. Р. Атлас. — 100 000 экз. — ISBN 5-7529-0382-3.
- Крапивин В. Возвращение клипера «Кречет» // Собрание сочинений в девяти томах. Том 1—2. — Екатеринбург : Независимое издательское предприятие «91», 1992. — С. 347—444. — (Владислав Крапивин. Собрание сочинений в девяти томах). — Илл. П. Крапивина. — 100 000 экз.
- Крапивин В. Возвращение клипера «Кречет» // Возвращение клипера «Кречет». — Н. Новгород : Нижкнига, 1994. — С. 241—346. — (Владислав Крапивин). — Илл. Е. Медведева. — 50 000 экз. — ISBN 5-87645-008-1.
- Крапивин В. Возвращение клипера «Кречет» // Собрание сочинений. Книга 2. Рассекающий пенные гребни. — М. : Центрполиграф, 2000. — С. 79—220. — (Владислав Крапивин. Собрание сочинение в 30 томах). — Илл. П. Крапивина. — 10 000 экз. — ISBN 5-227-00524-9.
- Крапивин В. Возвращение клипера «Кречет» // Лётчик для Особых Поручений. — М. : Эксмо, 2005. — С. 489—603. — (Владислав Крапивин). — 5000 + 9000 экз. — ISBN 5-699-09506-3.
- Крапивин В. Возвращение клипера «Кречет» // Сказки о парусах и крыльях. — М. : Издательский Дом Мещерякова, 2017. — С. 62—174. — (БИСС. Крапивин). — Илл. Е. Стерлиговой. — 4050 экз. — ISBN 978-5-00108-107-4.
- Крапивин В. Возвращение клипера «Кречет» // Летящие сказки. — СПб.,М. : Азбука, Азбука-Аттикус, 2019. — С. 419—514. — (Мир фантастики). — Илл. Е. Стерлиговой и С. Григорьева. — 4000 экз. — ISBN 978-5-389-15921-1.
- Крапивин В. Возвращение клипера «Кречет» // Летящие сказки. — СПб.,М. : Азбука, Азбука-Аттикус, 2023. — С. 435—534. — (Фантастика и фэнтези. Большие книги). — Илл. Е. Стерлиговой и С. Григорьева. — 3000 экз. — ISBN 978-5-389-22212-0.
- Крапивин В. Возвращение клипера «Кречет» // Лётчик для Особых Поручений. Возвращение клипера «Кречет». — СПб.,М. : Азбука, Азбука-Аттикус, 2023. — (Азбука-фантастика (мягк. обл.)). — Оформл. обл. Т. Павловой. — 3000 экз. — ISBN 978-5-389-22706-4.